# Victoria Arruga
Victoria Arruga Laviña (Perdiguera, 1948-Zaragoza, 10 de junio de 2024) fue una bióloga y genetista española, dedicada a la investigación, docencia y divulgación. Recibió en 2012 el Premio Félix de Azara por su labor investigadora.

## Trayectoria
Estudió Ciencias Biológicas y Genética en la Universidad de Navarra entre 1971 y 1975. Completando su formación universitaria con el Doctorado en Biología por Universidad de Barcelona en 1980 y diferentes estancias postdoctorales en Suecia, Reino Unido y Estados Unidos. Entre 1984 y 1986, fue directora del Departamento de Genética de la Facultad de Veterinaria de la Universidad de Zaragoza (UNIZAR). En 2010, Arruga se convirtió en profesora titular y catedrática del departamento de Genética, siendo catedrática emérita tras su jubilación.
En el campo de la investigación, desarrolló estudios en diferentes ámbitos como son la genética animal, molecular, evolutiva y citogenética. Fue investigadora responsable europea en el proyecto de la Unión Europea llamado Mapeo génico bovino. En su trayectoria profesional, destaca su colaboración como profesora en la Universidad de la Experiencia para mayores de 55 años y su pertenencia al Patronato de la Fundación San Valero.
Fue evaluadora científica de proyectos de investigación europeos como Horizonte 2020 o para las Becas Marie Curie, estatales de la Comisión Interministerial de Ciencia y Tecnología, la Administración Nacional de Educación Pública, o el Ministerio de Economía y Empresa, así como autonómicos para la Agencia para la Calidad del Sistema Universitario de Castilla y León (ACSUCYL) o la Agència Valenciana d’Avaluació i Prospectiva (AVAP), entre otras.
Además, perteneció al Panel de Expertos en Ciencias de la ANECA y fue Investigadora Responsable del Grupo de Investigación Consolidado GENPATVET. Fue Miembro Fundador de la European Cytogenetistic Society y perteneció a diversas sociedades científicas de Genética. Publicó más de doscientos artículos científicos en revistas especializadas, escribió varios libros y capítulos de libros y organizó diversos congresos Internacionales, todos ellos celebrados en Zaragoza.
Arruga es autora de una patente nacional e internacional (2005) sobre el método de identificación genética de la perdiz roja.

## Reconocimientos
En 2006, recibió el Premio Primer Finalista Iniciativas de Empresa en Aragón, en la categoría de Empresas Biotecnológicas concedido por la Fundación Emprender en Aragón. En 2012, su investigación titulada Aproximación de las bases genéticas a la conservación del quebrantahuesos  en el Pirineo de Huesca fue reconocido con el premio de Investigación Félix de Azara. Desde 2015, Arruga es académica numeraria de la Real Academia de Ciencias Exactas, Físicas, Químicas y Naturales de Zaragoza y Presidenta de la Sección de Naturales.

## Obra
- 2018 - Selecciones de Genética Veterinaria, María Victoria Arruga Laviña. ISBN 978-84-697-9330-5.